# المسرح الملكي الوطني
المسرح الملكي الوطني (بالإنجليزية: Royal National Theatre)‏، المعروف أيضًا باسم المسرح الوطني (بالإنجليزية: National Theatre)‏، والواقع بالعاصمة البريطانية لندن يعد أحد أبرز ثلاثة أماكن للفنون العمومية في المملكة المتحدة، جنبًا إلى جنب مع شركة شكسبير الملكية ودار الأوبرا الملكية. على الصعيد الدولي، يُعرف باسم المسرح الوطني لبريطانيا العظمى (بالإنجليزية: National Theatre of Great Britain)‏.
أسسه لورانس أوليفييه عام 1963، قدم المئات من الممثلين المشهورين عروضهم في المسرح الوطني في مئات المسرحيات، الكلاسيكية والحديثة. حتى عام 197، كان مقر الشركة في مسرح في واترلو.
يقع المبنى الحالي بجوار نهر التايمز في منطقة ساوث بانك بوسط لندن. بالإضافة إلى العروض في مبنى المسرح الوطني، يقوم المسرح الوطني بجولات لعروض الإنتاج في مختلف مسارح المملكة المتحدة. تقام عروضه بانتظام في ويست إند في لندن وبرودواي في نيويورك وكما يقوم المسرح ببعض الجولات الدولية. ومع ذلك، قرر المسرح في فبراير 2021 تعليق الزيارات إلى المدن الأوروبية بسبب مخاوف بشأن عدم اليقين بشأن تصاريح العمل والتكاليف الإضافية والتأجيلات بسبب خروج بريطانيا من الاتحاد الأوروبي. من السمات المتزايدة لعمل المسرح (عبر بريطانيا) هي الشراكة والإنتاج المشترك مع المسارح والمنتجين والشركات والمهرجانات الأخرى في المملكة المتحدة، وكذلك في الخارج، في الولايات المتحدة على وجه الخصوص.
تم منح الإذن بإضافة اللقب الملكي (بالإنجليزية: "Royal")‏ إلى اسم المسرح في عام 1988،  ولكن نادرًا ما يتم استخدام العنوان الكامل. يقدم المسرح برنامجًا متنوعًا، بما في ذلك شكسبير ، ودراما كلاسيكية دولية أخرى، ومسرحيات جديدة لكتاب مسرحيين معاصرين. كل قاعة في المسرح قد أقامت ما يصل إلى ثلاثة عروض ضمن مجموعة مسرحية، وبالتالي توسيع عدد المسرحيات التي يمكن عرضها خلال أي موسم، على الرغم من أن هذا البرنامج قد تم تعديله بعد مارس 2020 لعرض المسرحيات في دورات متتالية مع أن يتم استئناف البرنامج السابق في وقت لاحق.
في يونيو 2009، بدأ المسرح الوطني المباشر، وهو برنامج للبث المتزامن للإنتاج الحي إلى دور السينما، أولاً في المملكة المتحدة ثم على الصعيد الدولي. بدأ البرنامج ببث فيلم فايدرا ، بطولة هيلين ميرين، والذي تم عرضه مباشرة في 70 دار سينما في جميع أنحاء المملكة المتحدة. تم بث إنتاجات المسرح الوطني المباشر منذ ذلك الحين إلى أكثر من 2500 مكان في 60 دولة حول العالم.
في موسم 2015–16 بلغ حجم مبيعات المسرح الوطني السنوية حوالي 105 مليون جنيه إسترليني، منها دخل محقق يشكل 75٪ (58٪ من مبيعات التذاكر، 5٪ من البث المباشر وبث الديجيتال، و 12٪ من الإيرادات التجارية المكتسبة من المطاعم والحانات والمكتبات والتأجير، إلخ. ). شكل الدعم من مجلس الفنون في إنجلترا 17٪ من الدخل، و 1٪ من نشاط التعلم واللإنتساب، وجاءت الـ 9٪ المتبقية من مزيج من الشركات والأفراد والصناديق الاستئمانية والمؤسسات.
في نوفمبر 2020، في أحد الإجراءات العديدة التي تم اتخاذها استجابة للإغلاق الشامل في جميع أنحاء العالم الناجم عن وباء كوفيد 19، أطلق المسرح خدمة المسرح الوطني في المنزل (بالإنجليزية: National Theatre at Home)‏، وهو فيديو حسب الطلب تم إنشاؤه خصيصًا لتسجيلات المسرح الوطني المباشر. تتم إضافة مقاطع فيديو المسرحيات كل شهر، ويمكن «تأجيرها» للعرض المؤقت، أو يمكن مشاهدة تسجيلات غير محدودة من خلال برنامج اشتراك شهري أو سنوي.
بعد أن قدم حوالي 800 عمل بحلول عام 2013 عندما احتفل بالذكرى الخمسين له، ومع نشر عشرات الكتب حول عمله (ناهيك عن الكتابات الأخرى)، ربما يكون المسرح الوطني الموضوع الأكثر كتابة حول تنظيم المسرح في العالم.